# 6924 Fukui
6924 Fukui este un asteroid din centura principală de asteroizi.

## Descriere
6924 Fukui este un asteroid din centura principală de asteroizi. A fost descoperit pe 8 octombrie 1993 la Kitami de Kin Endate și Kazuro Watanabe. Asteroidul prezintă o orbită caracterizată de o semiaxă mare de 3,40 ua, o excentricitate de 0,10 și o înclinație de 12,2° în raport cu ecliptica.